# 9M119
Les missiles 9M119 Svir et 9M119M Refleks sont des missiles guidés antichars tirés par canon (MGATC) d'un calibre de 125 mm à guidage laser, développés en Union soviétique. Ces deux missiles se ressemblent beaucoup, mais ont une portée et une plate-forme de lancement différentes. Le nom de code OTAN est AT-11 Sniper. Le nom Svir vient de la Svir (rivière), à la frontière de la Carélie.

## Refleks

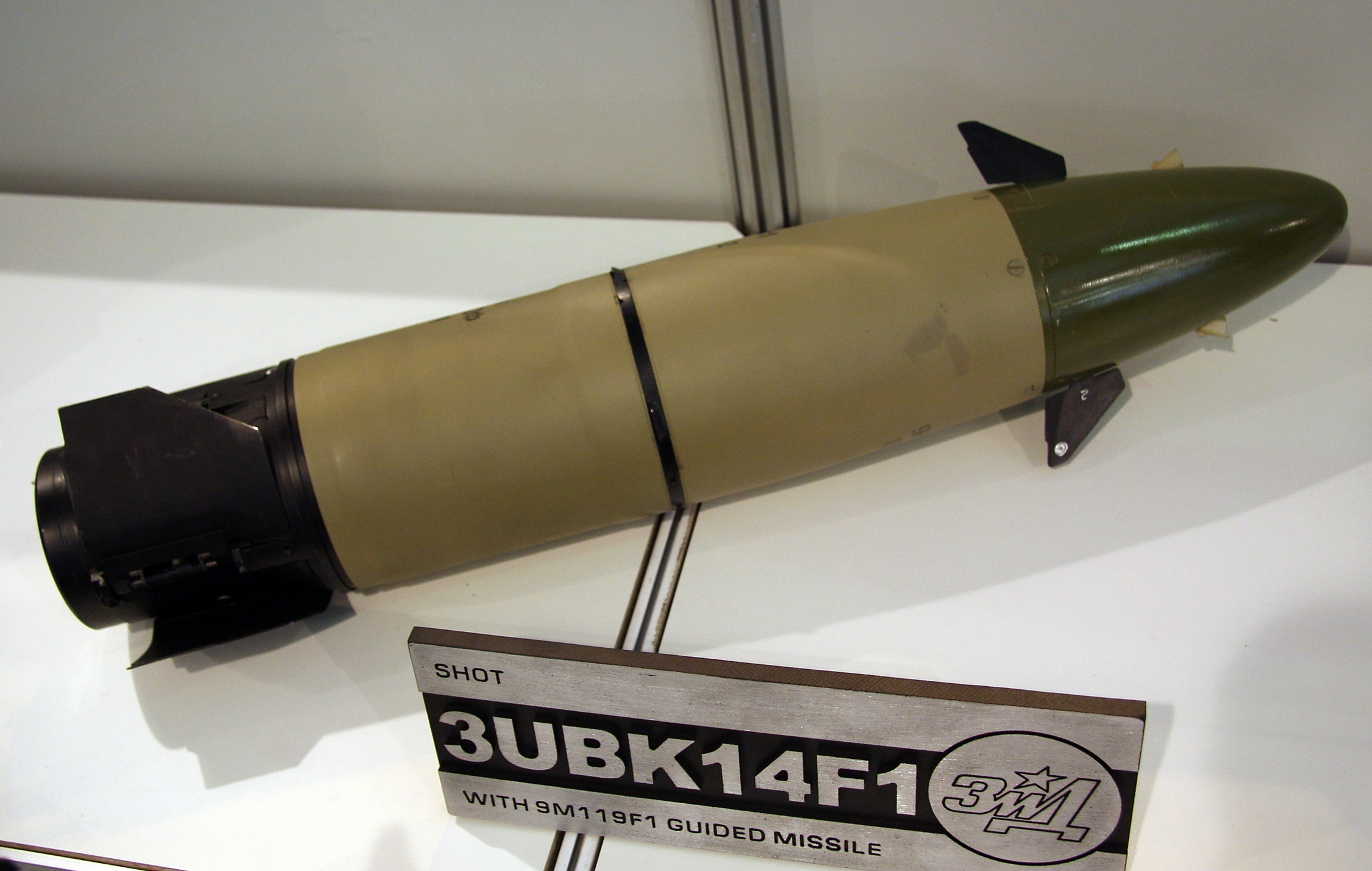
Munition Refleks.

Le Refleks, en service depuis les années 1980, est utilisé par les chars russes T-90, serbes M-84AS, chinois Type 98, ainsi que par certaines versions des T-80 et T-84 russes.
Tiré d'un canon comme un obus, le Refleks a le comportement d'un missile, avec des ailerons de guidage qui se déploient une fois tiré. Il pèse 12,7 kg pour 690mm de long. Le dispositif laser permet au tireur de diriger le missile tout au long de sa course. La portée maximale est de 5 kilomètres, à une vitesse de 350 mètres par seconde, avec une durée de vol maximale de 17,69 secondes, ce qui permet une portée double de celle des obus de même calibre. La tête est une charge tandem capable de percer jusqu'à 900mm de blindage. La version 9M119M "Invar" est entrée en service en 1992, et la 9M119M1 "Invar-M" dans la  seconde partie de la décennie.

## Svir
Le Svir est utilisé avec les chars T-72. En service depuis 1991, il a équipé les armées soviétique puis russe, chinoise et nord-coréenne

## Données techniques
- Portée :
  - Svir : 75 à 4 000 m
  - Refleks : 75 à 5 000 m
- Masse (totale) :
  - Svir : 28 kg
  - Refleks : 24,3 kg
- Masse du missile :
  - Svir : 16,5 kg
  - Refleks : 17,2 kg
- Charge
- Pénétration : 700–900 mm de blindage homogène laminé
- Durée de vol à 4 000 m : 11,7 s
- Durée de vol à 5 000 m : 17,6 s

## Utilisateurs

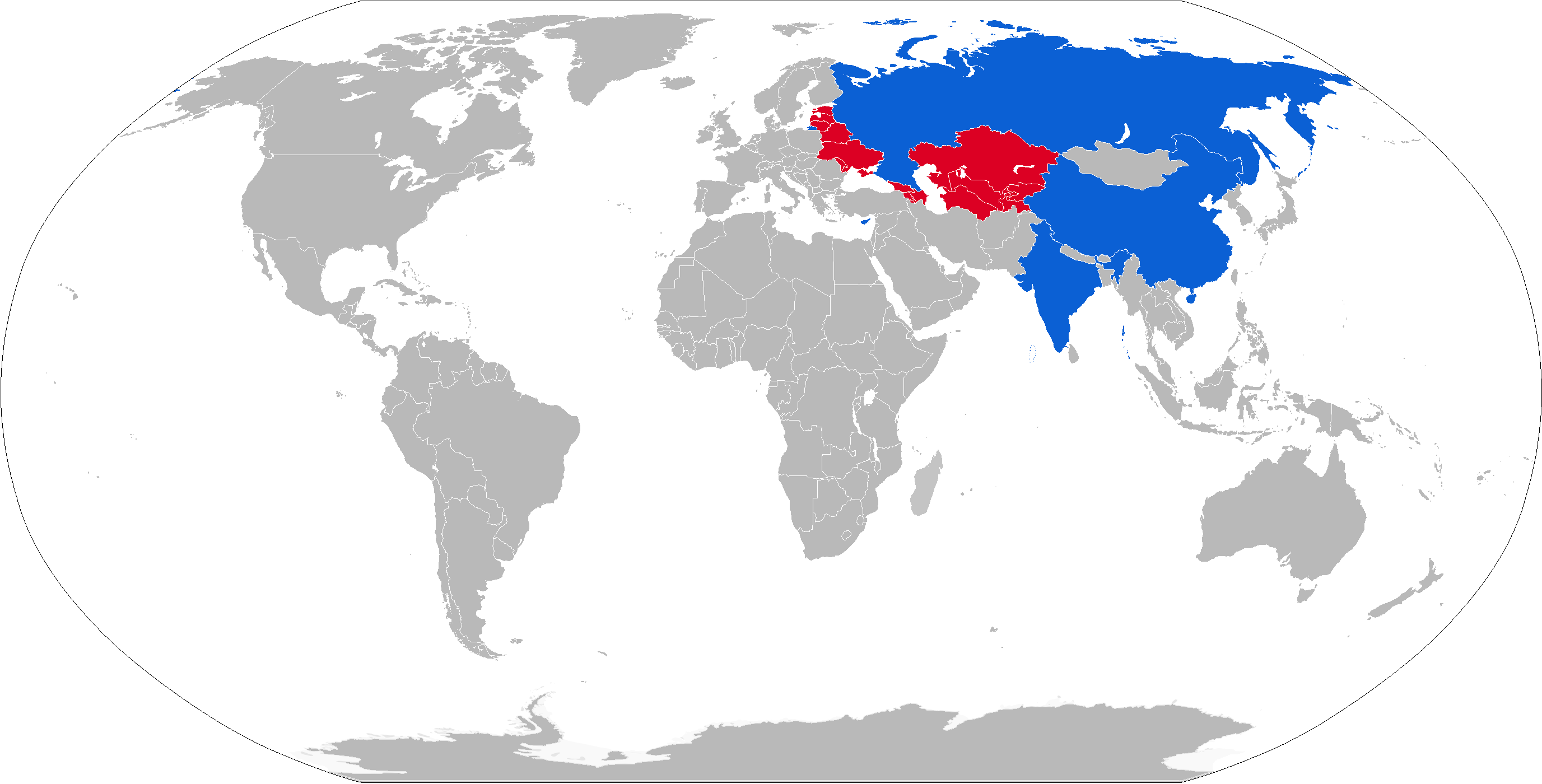
En bleu les utilisateurs actuels, en rouge les anciens utilisateurs.

### Utilisateurs actuels
- Chine
- Inde
- Russie
- Serbie

### Utilisateur historique
- URSS - Maintenant la Russie